# Гризли
Гри́зли (от англ. Grizzly bear — «серый медведь») — название одного либо нескольких американских подвидов бурого медведя. Распространён преимущественно на Аляске (включая прилегающие острова) и в западных районах Канады. Небольшая популяция этих животных сохранилась в континентальной части США в Монтане, в районе Йеллоустона и на северо-западе Вашингтона.

## Терминология
Вопрос о том, какого медведя считать гризли, не имеет чёткого ответа. Чаще всего подразумевается материковая раса U. a. horribilis, которая в расширенных системах классификации может быть разбита на несколько самостоятельных подвидов, в том числе U. a. gyas, U. a. stikeenensis, U. a. alascensis и другие. В ряде публикаций имеются в виду животные, обитающие в глубине материка, в то время как приморские называются просто бурыми медведями. Наконец, в наиболее расширенном варианте к гризли, помимо прочего, относят кадьяка — очень крупную расу с Кадьякского архипелага, а также вымершие в XX веке подвиды U. a. californicus и U. a. nelsoni. Название «гризли» сложилось исторически и обычно используется в обиходе и научно-популярной литературе. Специалисты отдают предпочтение словосочетанию «северо-американский бурый медведь», когда речь идёт о географическом контексте, либо указывают на определённый подвид.
В ранних русскоязычных источниках, в которых о гризли говорилось как об обособленном виде, например переводе «Жизни животных» Альфреда Брема (1866) или втором издании БСЭ (1949—1958), использовался синоним «серый медведь» (в противоположность бурому медведю). В следующем, третьем издании БСЭ (1969—1978) словосочетание было опущено, а сама концепция понятия изменилась в пользу группы подвидов.

## Исторический ракурс
Наиболее ранним публичным источником, говорящем о существовании бурого медведя на территории Северной Америки, следует считать издание «Арктической Зоологии» (англ. Arctic Zoology) британского натуралиста Томаса Пеннанта, которая вышла в свет в Лондоне в 1784 году. Учёный воспользовался походными записями других первопроходцев, при этом сам он ни живое, ни мёртвое животное не видел. В 1806 году генерал Зебулон Пайк в ходе исследования новых территорий, приобретённых США в результате так называемой Луизианской покупки, добыл двух медвежат и доставил их президенту Томасу Джефферсону.
В 1815 году американский натуралист Джордж Орд, основываясь на документах экспедиции Льюиса и Кларка, описал новый вид медведя Ursus horribilis («медведь ужасный»), и некоторое время под словом «гризли» имелось в виду именно это животное. В 1851 году русский путешественник и учёный Александр Миддендорф классифицировал гризли в качестве подвида бурого медведя Ursus arctos horribilis. Впоследствии систематика бурого медведя в Северной Америке неоднократно менялась: например, в работе Клинтона Мерриема «Review of Grizzly and Big Brown Bears of North America» (1918) было перечислено более 77 видов и 9 подвидов зверя, отличавшихся в основном особенностями строения черепа.
Начиная со второй половины XX века большинство систематиков рассматривают только две современных расы гризли: U. a. horribilis и U. a. middendorffi, причём вторые обитают лишь в пределах Кадьякского архипелага у южных берегов Аляски. В наиболее полном справочнике млекопитающих мира «Mammal Species of the World» (2005) представлено 7 современных и 2 вымерших подвида, относящихся к Северной Америке. В многотомнике «Млекопитающие Советского Союза» (1967) под термином «гризли» понимают медведей всех подвидов, за исключением особенно крупных островных, а также обитающих в западной части Аляски. Если исходить из настоящего представления подвидовой систематики, к ним можно отнести лишь более распространённую материковую расу.

## Распространение
Бурый медведь мигрировал на территорию современной Северной Америки из Азии по одним оценкам в районе 50 тыс., по другим около 100 тыс. лет назад, однако в любом случае до окончания Висконсинского оледенения (около 13 тыс. лет назад) обитал исключительно на Аляске, не распространяясь на юг и восток континента. Согласно одной из теорий, дальнейшей экспансии медведя мешал значительно более крупный короткомордый медведь, занимавший аналогичную экологическую нишу. Предполагают, что переселение из Старого Света в Новый осуществлялось по широкому перешейку между двумя континентами по двум направлениям, возможно в разные промежутки времени. Узкомордые популяции, положившие начало подвиду U. a. horribilis, мигрировали через современную Чукотку, а широкомордые (ныне U. a. middendorffi) — через Камчатку.
Находки останков бурого медведя в Огайо, Кентукки, Онтарио и Лабрадоре указывают на то, что по окончании ледникового периода он почти полностью пересёк континент с запада на восток, однако во время колонизации Америки европейцами его в восточных землях уже не было. В XIX веке гризли был широко распространён в западной половине Северной Америки от Аляски до северной Мексики. Наиболее восточные поселения были зафиксированы на Северо-Западных территориях Канады (долины рек Телон, Казан и Бак, озеро Дубонт), в Северной и Южной Дакотах (долины рек Миссури и Моро) и Техасе (долина реки Ред-Ривер). В Калифорнии медведь населял склоны хребта Сьерра-Невада, в Мексике — горные леса в штатах Нижняя Калифорния, Сонора, Чиуауа, Коауила и Дуранго. В степных районах Великих равнин гризли концентрировались по берегам водоёмов в тугайных лесах.
Большую часть современного ареала занимает подвид U. a. horribilis. Он сохранился главным образом на Аляске и на западе Канады (Юкон, запад Северо-Западных территорий и Альберты, Британская Колумбия). Изолированные небольшие популяции этого подвида имеются в Скалистых горах: в северном Айдахо, западной Монтане и северо-западном Вайоминге, а также в северных Каскадных горах в штате Вашингтон. Подвид U. a. middendorffi населяет острова Кадьякского архипелага у берегов Аляски (отсюда его русскоязычное название — кадьяк). Подвид U. a. gyas (в ряде источников рассматривается как синоним подвида U. a. horribilis) обитает на западе Аляски.
Современная популяция Северной Америки оценивается в 55 тысяч особей, в том числе около 30 тысяч на Аляске.

## Общая характеристика

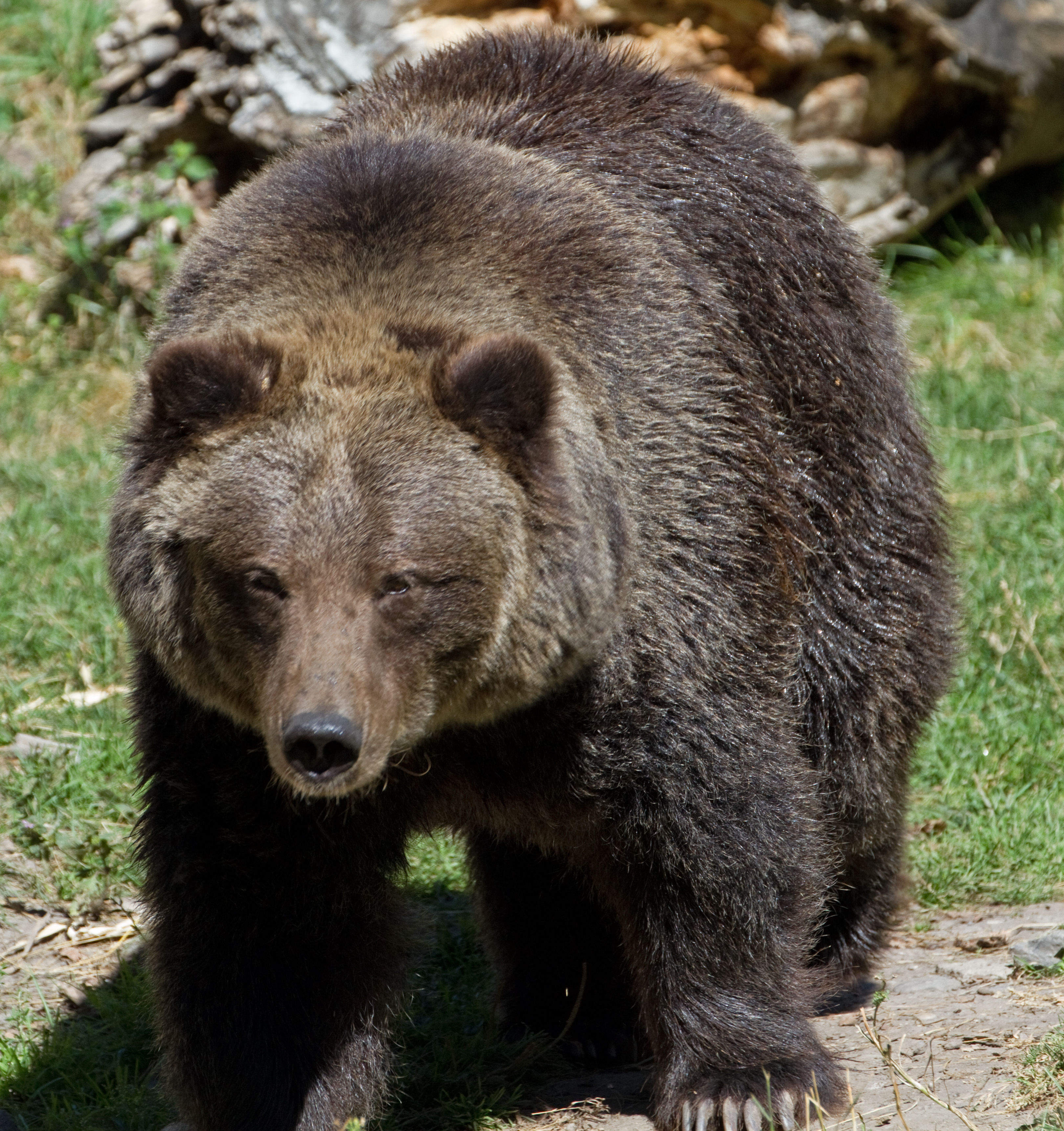

Строением тела и внешним видом американские бурые медведи почти ничем не отличаются от своих восточно-сибирских сородичей: подвидов U. a. collaris, U. a. beringianus и U. a. lasiotus. В Северной Америке их часто выделяют не по внешним признакам, а по поведенческим характеристикам, которые во многом обусловлены природными (не связанными с генетикой) условиями. Медведи, живущие на побережье, как правило, более крупные и сильные: например, в национальном парке Катмай их средняя масса превышает 450 кг, в то время как в Йеллоустоне самый крупный когда-либо известный экземпляр весил 408 кг. Основу питания приморских популяций составляют лососёвые рыбы, в то время как их лесные собратья — в большей степени вегетарианцы и падальщики (копытные занимают относительно небольшой процент их рациона). В южной части ареала животные сторонятся человека, в северной — подпускают на достаточно близкое расстояние.
Общие размеры, окрас и образ жизни соответствуют условиям окружающей среды, иногда проявляются в индивидуальном порядке. Нельзя сказать, что гризли по перечисленным характеристикам принципиально отличаются от сибирских бурых медведей.

## Гризли и человек

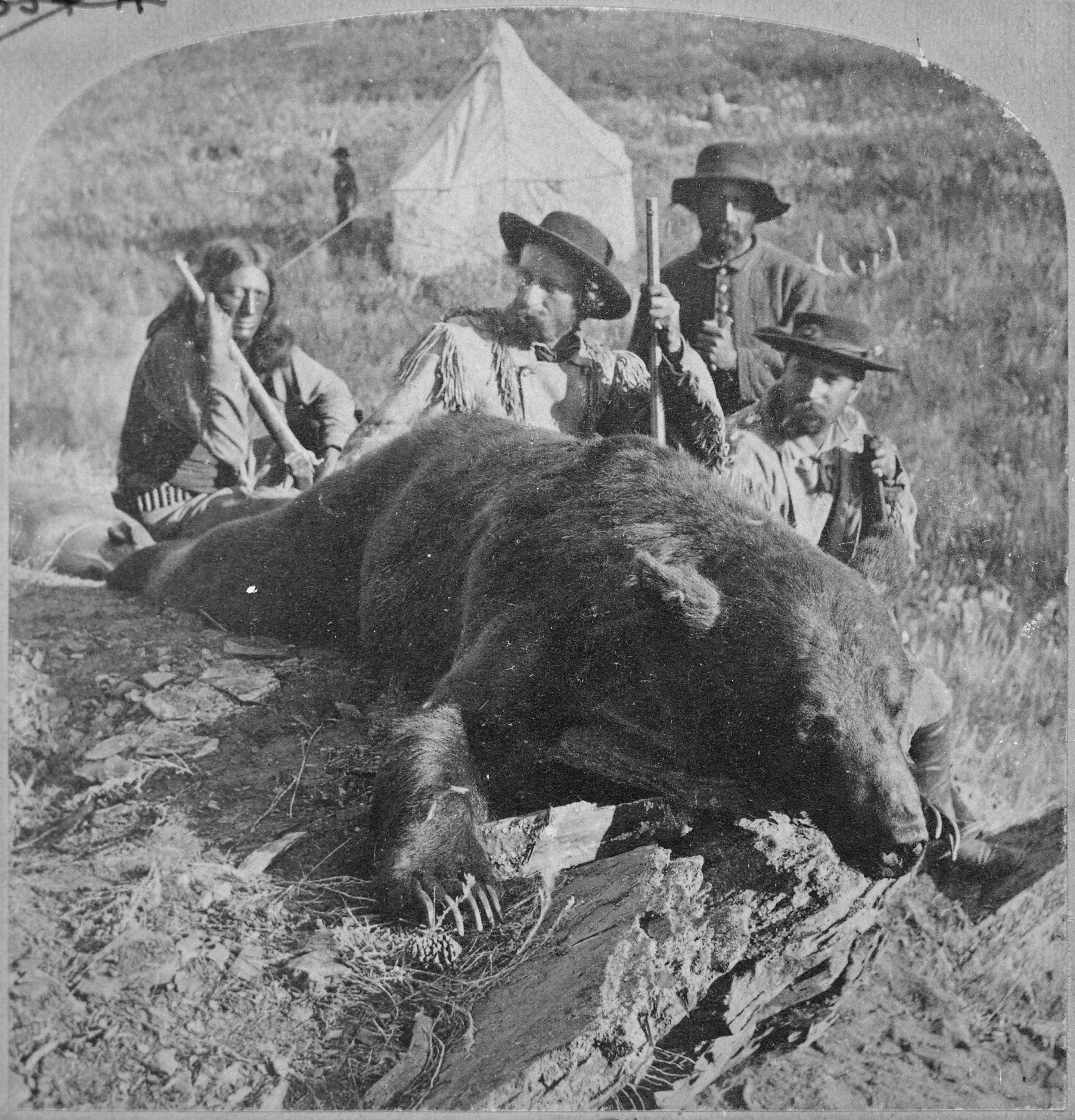
Охота на гризли в XIX веке

Научное название horribilis, которое присвоил гризли Джордж Орд, переводится с латинского языка как «страшный, ужасный». Орд так же, как и Томас Пеннант (см выше), никогда зверя не видел; таким его представили Мериуэзер Льюис и Уильям Кларк, искавшие выход к Тихому океану. Определённую репутацию медведю дал будущий конгрессмен Генри Брэкенридж, встречавший гризли в 1811 году на берегах реки Йеллоустон и описавший его в своей книге «Views of Louisiana Together with a Journal of a Voyage up the Missouri River» (1814):

Этот зверь — царь в стране, где он обитает. Не менее ужасен и свиреп, чем африканский лев или бенгальский тигр. Он — враг человека, буквально жаждет его крови. Он может держаться в стороне, но нередко нападает на человека и даже охотится за ним.
Оригинальный текст (англ.)
This animal, is the monarch of the country which he inhabits. The African lion, or the tyger of Bengal, are not more terrible or fierce. He is the enemy of man; and literally thirsts for human blood. So far from shunning, he seldom fails to attack; and even to hunt him.

Ошибочное представление о животном, данное первопроходцами, стало доминировать среди населения, в том числе среди властвующих структур: например, мэр Нью-Йорка Девитт Клинтон называл гризли «тираном всех животных, уничтожающим подобно человеку и зверю, который нападает на целые племена индейцев». Само название «гризли», впервые появившееся в записях Льюиса и Кларка, имеет скрытый подтекст: английское слово «grizzly» используется в значениях серый, седоватый, с проседью (намекая на более светлый окрас шерсти на конце, придающий сероватый оттенок), в то время как созвучное ему слово «grisly» означает «страшный, наводящий ужас, вызывающий суеверный страх». На самом деле медведь никогда не рассматривает человека как потенциальную добычу, если животное не страдает от голода вследствие болезни или старости. По образному выражению писателя Лена МакДугэлла, «человек для гризли — что скунс для человека: надоедливый — да, но сам по себе интереса не представляет».
В XIX и начале XX века гризли массово истреблялись фермерами, которые таким образом пытались обезопасить себя и свой скот, а также охотниками в погоне за трофеями. Примечательна история одного из последних калифорнийских медведей, которого в 1916 году застрелил владелец фруктового сада Корнелиус Джонсон (Cornelius Birket Johnson). Фермер убил медведя после того, как тот повадился периодически посещать его сад, где лакомился выращенным виноградом и оставлял огромные следы, пугавшие жену и детей. К началу 1920-х годов некогда весьма благополучный калифорнийский подвид бурого медведя стал считаться вымершим (по оценкам специалистов, в 1820-е — 1830-е годы его численность составляла порядка 10 тыс. особей). В начале 1960-х годов последний раз видели мексиканского гризли, который помимо Мексики также обитал в южных штатах США: Аризоне и Нью-Мексико.
В настоящее время ареал гризли в континентальных штатах США занимает всего около 2 % от ареала этого зверя в конце XIX века (данные 1995 года). Животное находится под охраной федерального правительства, обитает в том числе в национальных парках: Йеллоустонском, Денали и Глейшер, откуда его расселяют в другие штаты. Местами гризли настолько размножились, что на них разрешили сезонную охоту.
Известны случаи нападения гризли на человека, порой с летальным исходом. Их жертвами становятся в основном туристы, подкармливающие медведей. Гризли часто привлекают свалки пищевых отходов, скапливающиеся возле туристских кемпингов и палаток. Потревоженный во время еды гризли может разозлиться и напасть.

Самка
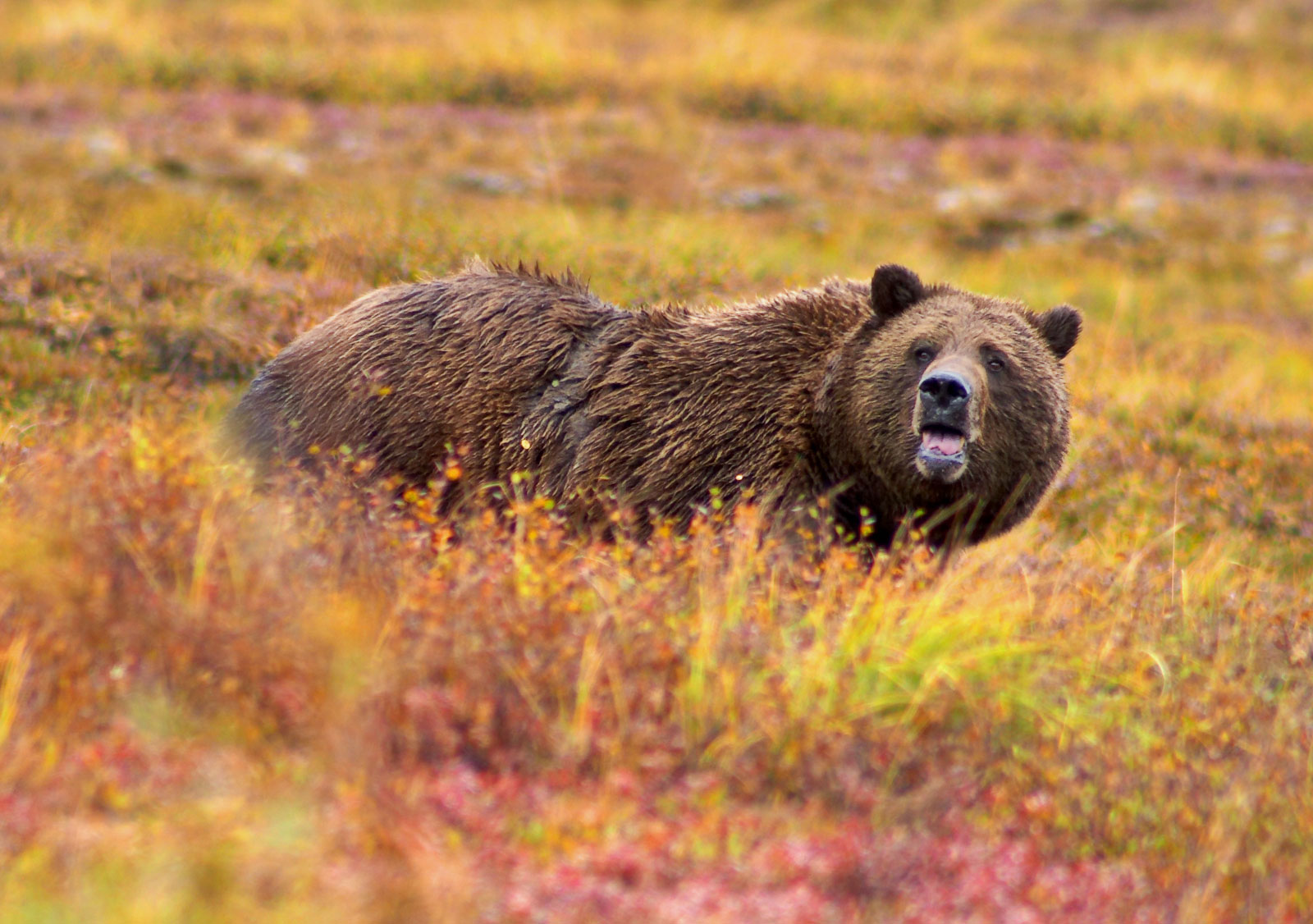
Гризли в национальном парке Денали
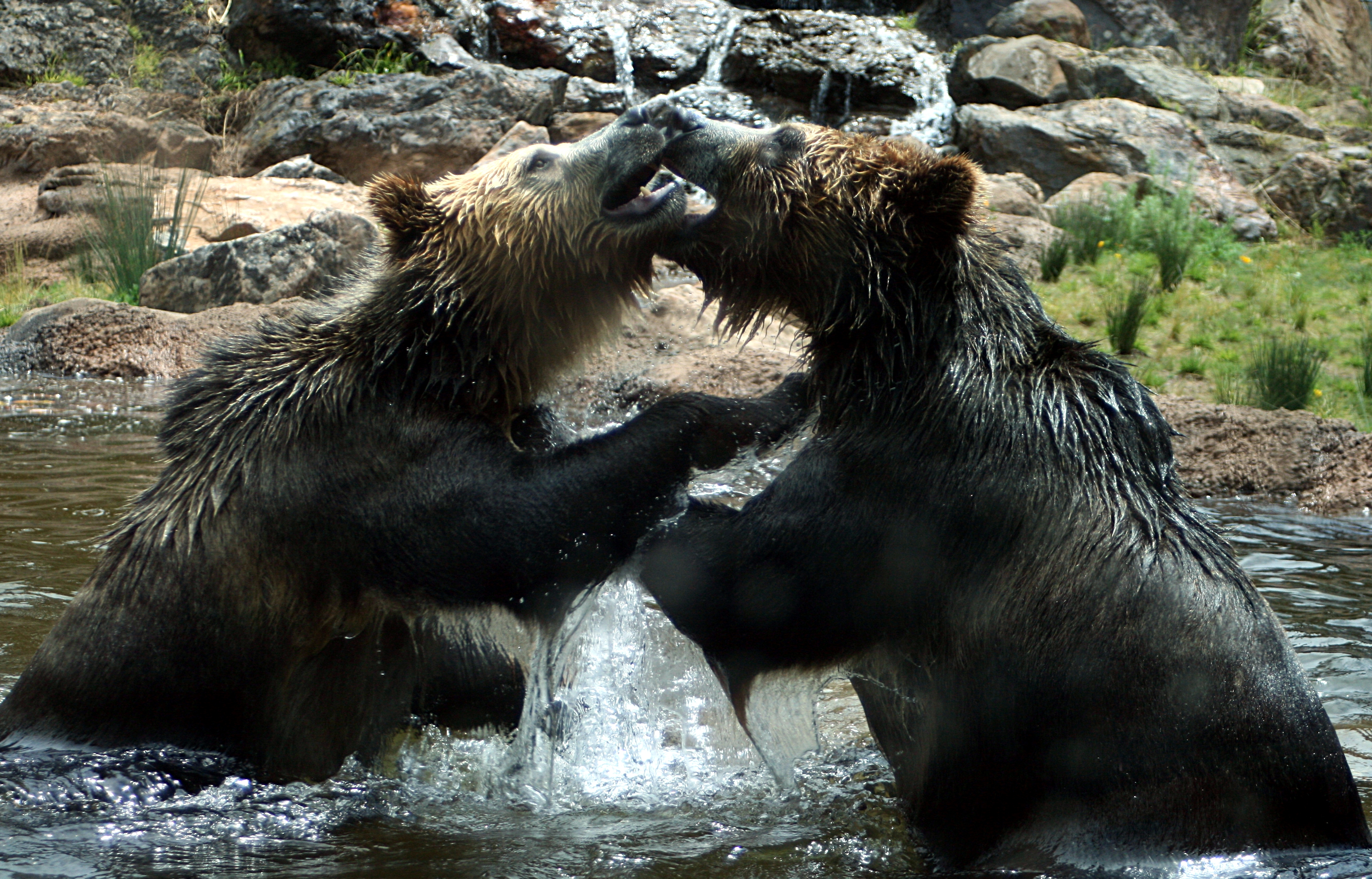
Два гризли в зоопарке Сан-Франциско
- Гризли в округе Бир, США.

## В кино
- «Ночь гризли» (The Night of the Grizzly) — режиссёр Джозеф Пивни (США, 1966).
- «Гризли» (Grizzly) — режиссёр Уильям Гёрдлер (США, 1976).
- «Медведь» (The Bear) — режиссёр Жан-Жак Анно (Франция; США, 1988).
- «На грани» (The Edge) — режиссёр Ли Тамахори (США, 1997).
- «Мой гризли» (Grizzly Falls) — режиссёр Стюарт Риффли (США, Канада, Великобритания, 1999).
- «Дикий гризли» (Wild Grizzly) — режиссёр Шон Макнамарра (США, 2000).
- «Человек-гризли» (Grizzly Man) — режиссёр Вернер Херцог (США, 2005).
- «Ярость гризли» (Grizzly Rage) — режиссёр Дэвид Де Кото (США, 2007).
- «Гризли Парк» (Grizzly Park) — режиссёр Том Скилл (США, 2008).
- «Медведь» (Bear) — режиссёр Джон Ребел (США, 2010).
- «Гризли» (Into the Grizzly Maze) — режиссёр Дэвид Хэкл (США; Канада, 2014).
- «Глушь» (The Backcountry) — режиссёр Адам Макдональд (Канада, 2014).